# Fuente Bartholdi
La Fuente Bartholdi es una fuente pública monumental, diseñada por Frédéric Auguste Bartholdi, quien más tarde creó la Estatua de la Libertad. La fuente se hizo originalmente para la Exposición del Centenario de 1876 en Filadelfia, en el estado de Pensilvania (Estados Unidos). En la actualidad está ubicada en la esquina de Independence Avenue y First Street, SW, en el Jardín Botánico de los Estados Unidos, en los terrenos del Capitolio de los Estados Unidos, en Washington D. C.

## Historia

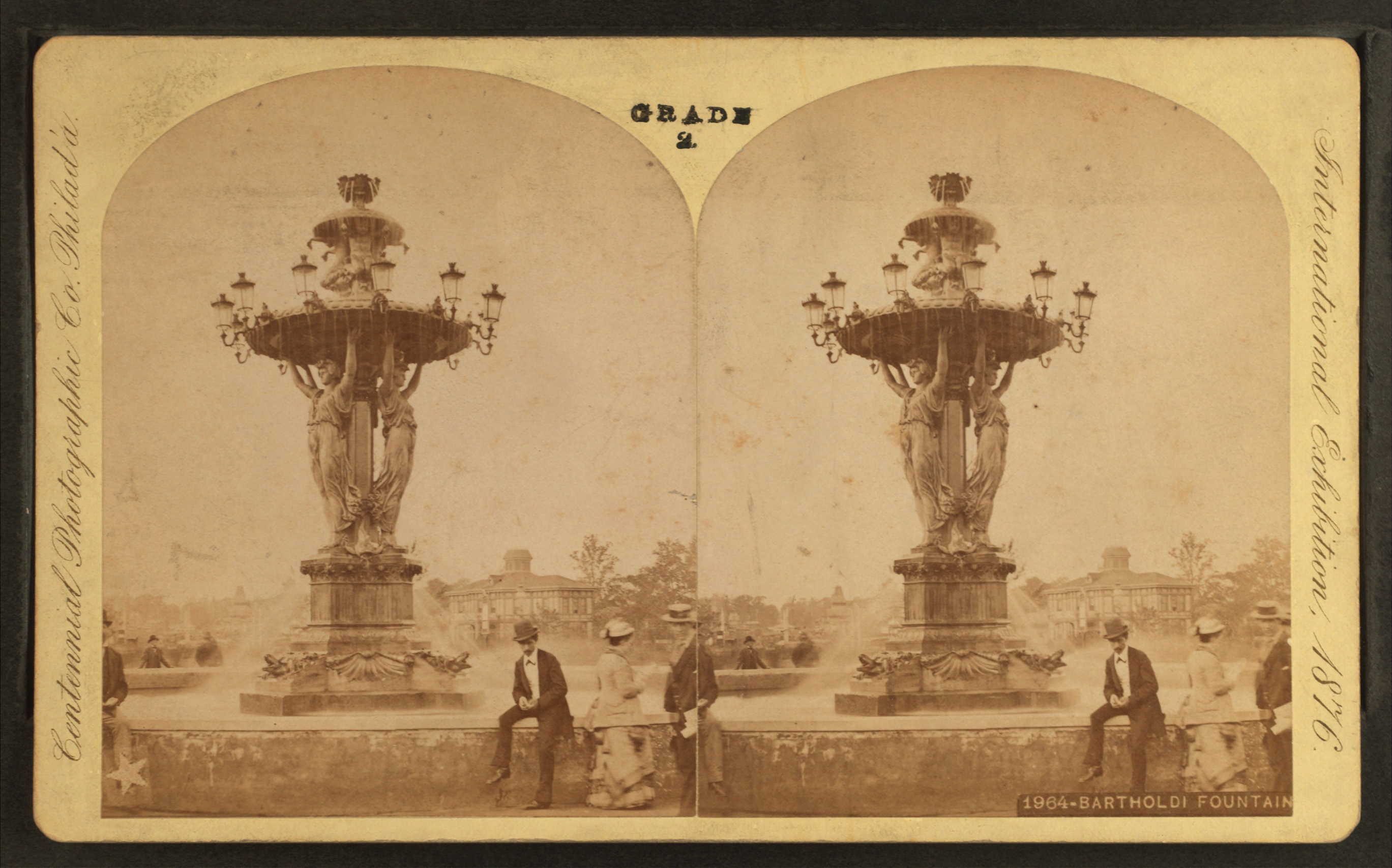
Impresión estereoscópica a la albúmina de fines del siglo XIX

La Fuente de Luz y Agua, comúnmente llamada fuente Bartholdi, fue creada para la Exposición de Filadelfia de 1876 que celebró el 100 aniversario de los Estados Unidos. Fue diseñado por el escultor francés Frédéric Auguste Bartholdi, y fue fundido por la fundición Durenne en Francia, que había ganado premios por sus fuentes de hierro fundido en exposiciones internacionales anteriores en 1862, 1867 y 1873. Bartholdi ofreció la fuente a la Exposición de forma gratuita; tenía la intención de venderla después y vender otros del mismo diseño a otras ciudades. Las fuentes estaban en el centro de la explanada, cerca de la entrada principal de la exposición.
Cuando terminó la exposición en 1877, Bartholdi no encontró compradores para su fuente. Un año después la compró el Congreso de los Estados Unidos por 6000 dólares, o sea la mitad de lo que el escultor había pedido. En 1878, se colocó en la base de Capitol Hill en Washington D. C. En 1926, se retiró y almacenó para facilitar la finalización del Monumento conmemorativo a George Gordon Meade y para mejorar el paisaje alrededor del Monumento conmemorativo a Ulysses S. Grant. En 1932, la escultura se colocó en su ubicación actual en el Jardín Botánico de los Estados Unidos, en los terrenos del Capitolio de los Estados Unidos.

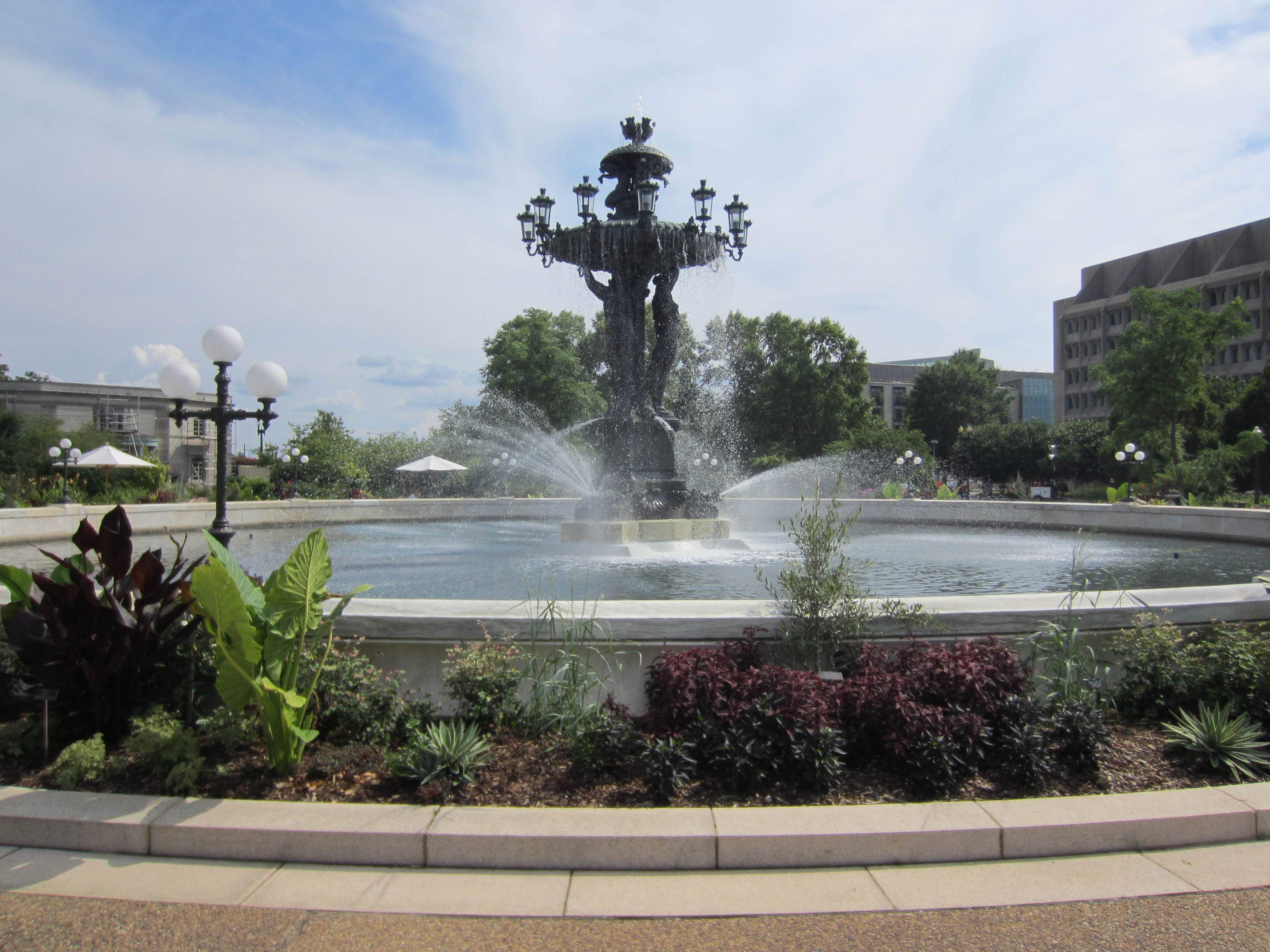
La fuente restaurada en 2012

En 2008, la agencia Arquitecto del Capitolio inició una restauración completa de la fuente y su cuenca, la primera deconstrucción y restauración completa desde 1927. La restauración reparó el deterioro de los metales por dentro y por fuera, y también proporcionó bombas y motores modernos, un nuevo sistema de tratamiento y filtración de agua y un recubrimiento de zinc para preservar el hierro fundido original de la fuente. La fuente fue devuelta al Parque Bartholdi en la primavera de 2011.

## Diseño
La fuente está compuesta por una serie de pilas, sostenidas por esculturas de figuras clásicas. El hierro fundido está recubierto con bronce, mide 9,1 m de altura y pesa 13,6 t. Se encuentra en el centro de una gran piscina circular de mármol.
Tres figuras de mujeres, de pie sobre un pedestal triangular con un diseño ornamental de conchas marinas y tres reptiles lanzando agua, sostienen el vasco inferior de hierro fundido, que está adornado con un círculo de doce lámparas. En el centro, tres tritones arrodillados sostienen otro vasco, más pequeño y más alto. El agua brota de una corona en la parte superior, cae en cascada hacia el vaso más pequeño y luego hacia el vaso más grande antes de derramarse en la cuenca principal. La cascada de agua fue iluminada por las lámparas de gas (luego reemplazadas por globos eléctricos), lo que lo convirtió en uno de los primeros monumentos en Washington D. C. en iluminarse por la noche y, por lo tanto, en un popular destino nocturno en la década de 1880.